# Projeto Mais Música
Projeto de Música La Salle Caxias criado em 2008 é uma iniciativa sociocultural da Rede La Salle, em parceria com a Associação de Pais e Mestres e Faculdades Anglo Americano/IDEAU  (Esta última a partir do ano de 2013) que oferece, gratuitamente, atividades de prática de instrumento, orquestra e canto coral para mais de 400 pessoas entre crianças a partir de 11 anos, jovens e adultos da comunidade de Caxias do Sul e  municípios da região nordeste do Rio Grande do Sul (Bento Gonçalves, Farroupilha, Flores da Cunha e Garibaldi).
O projeto é dividido atualmente em 3 orquestras: Orquestra Sinfônica de Caxias do Sul (Antiga OSCA Jovem), Orquestra Jovem do Programa Florescer e Orquestra Jovem da Fundação Marcopolo, e dois coros: Coro da Faculdade IDEAU e Coro Florescer.

## Histórico
O projeto busca fazer da música um instrumento de educação, sociabilidade e construção da cidadania. Oferece gratuitamente para alunos de baixa renda atividades musicais de prática de instrumento, de orquestra e de canto coral. Até o momento, o projeto já beneficiou mais de 782 alunos, a partir de 11 anos de idade, sem limite de idade (crianças, jovens e adultos). São pessoas com ou sem conhecimento musical que são estimuladas a desenvolverem e aperfeiçoarem suas habilidades musicais, sempre respeitando-se o nível de cada um. Atualmente participam do Projeto 347 pessoas, das quais 100 são alunos de escolas públicas, 90 de escolas particulares e 157 são adultos.
O Projeto, que possui direção artística e coordenação pedagógica do maestro Ion Bressan, é subsidiado por pessoas físicas e empresas. Em 2012 venceu o 7.º Prêmio SINEPE-RS de Responsabilidade Social na área de Desenvolvimento Cultural. "Os benefícios que o Projeto pode trazer às pessoas, sobretudo de baixa renda, é a oportunidade de desenvolverem, por meio da prática musical coletiva, habilidades e capacidades cognitivas, motoras e socioafetivas", explica a Coordenadora Geral do Projeto, Claudia Giovana Bressan.
Os alunos recebem formação musical completa, a ação engloba aulas semanais de teoria e instrumento, além de ensaios de naipe e orquestra. Com partes adaptadas especialmente para cada nível musical, com poucas semanas de iniciação já é possível participar dos ensaios da orquestra e criar um ciclo de estímulos, que aceleram o aprendizado. Os músicos professores tocam com os alunos e favorecem um resultado musical maior desde o início das atividades. As atividades funcionam a noite nas dependências do Colégio La Salle Caxias e à tarde e sábados pela manhã na Faculdade Anglo-Americano/ IDEAU.

## Evolução Cronológica

### 2008
Nas dependências do Colégio La Salle Caxias tiveram início as atividades musicais do Projeto de Música. Foram implantadas as oficinas de instrumento: violino, flauta doce e percussão, realizadas
nas sextas-feiras à noite. Criou-se a Orquestra La Salle Caxias, constituída pelos
alunos de instrumento, com ensaios após as oficinas (das 19h às 21h), e o Coro Infanto-Juvenil La
Salle Caxias, cujos ensaios aconteciam nas quintas-feiras (18h às 19h30min). No total, participaram
do Projeto 39 alunos (26 do Colégio La Salle Caxias e 13 da comunidade). Foram realizadas 3 (três)
apresentações ao todo, alcançando-se um público de, aproximandamente,
2.350 pessoas.

### 2009
Houve ampliação do número de alunos. Participaram do Projeto 61 alunos (28 do Colégio e 33 da
comunidade). Continuou-se a oferecer as oficinas de instrumento (violino, flauta doce e percussão).
A Orquestra La Salle Caxias e o Coro Infanto-Juvenil La Salle Caxias realizaram 1 (uma)
apresentação na Casa da Cultura. Todas as atividades eram realizadas no
Colégio La Salle Caxias, no turno da noite (quintas e sextas-feiras).

### 2010
Neste ano passaram a ser oferecidas também as oficinas de viola, violoncelo, contrabaixo, clarinete e
trombone, além de violino, flauta doce e percussão. O número de alunos que participaram do Projeto aumentou de 61 para 100 (30 do Colégio e 72 da comunidade). As atividades continuaram a
ser oferecidas nas quintas e sextas-feiras, no Colégio La Salle Caxias. Foi criado também o coro
adulto, Coro La Salle Caxias. O Projeto criou um espetáculo de teatro e música, em parceria com o
Grupo de Teatro Expressão La Salle Carmo, para homenagear o mais importante compositor
brasileiro, Heitor Villa-Lobos. Foram realizadas 7 (sete) apresentações do Espetáculo, atingindo um público de 3 mil pessoas da comunidade caxiense e região.

### 2011
O Projeto expandiu suas atividades para mais de 210 alunos (40 do Colégio e 170 da comunidade).
Foram oferecidas oficinas de quase todos os instrumentos de orquestra (cordas: violino, viola,
violoncelo e contrabaixo; sopros: flauta transversal, clarinete, trompete, trompa, trombone e tuba;
percussão). Os dias de atividades foram ampliados. As aulas ocorriam nas terças, quintas e sextas-feiras à noite, e sábados de manhã. Além da Orquestra La Salle
Caxias, foram criadas mais duas orquestras: Orquestra Preparatória La Salle Caxias e a Orquestra
de Câmara La Salle Caxias. Realizou-se o Grande Concerto Sinfônico, que reuniu quase 380
músicos (cantores e instrumentistas). Três coros de Caxias do Sul e a Orquestra de Metais da Banda
Marcial do Colégio La Salle São João participaram desse concerto. Foram no total 6 concertos que
reuniram um público de cerca de 5.500 pessoas da cidade e região.

### 2012
Neste ano participaram do Projeto cerca de 347 alunos (54 do Colégio e 293 da comunidade). As
atividades aconteciam de terça a sexta-feira à noite e sábado de manhã. Além das orquestras criadas
nos anos anteriores, constituiu-se a Orquestra Jovem La Salle Caxias, formada por 81 alunos de
escolas públicas. A Orquestra La Salle Caxias passou a se chamar Orquestra Sinfônica La Salle -
OSLA. Foram adquiridos mais instrumentos. Parte desses instrumentos era emprestada para os
alunos de baixa renda para estudo em casa, e os demais permaneciam no Colégio para os alunos
praticarem nas aulas ministradas nas oficinas. Mais de 100 alunos foram beneficiados
com o empréstimo dos instrumentos do Projeto. Todos os alunos foram estimulados a adquirirem seu
próprio instrumento, após um período de uso dos instrumentos do Projeto. Mais de 65%
dos alunos possuíam instrumento próprio. Foram realizadas 10 apresentações, que alcançaram um público total de aproximadamente 7.450 pessoas.

### 2013
No ano de 2013 foi firmada parceria entre o Colégio La Salle Caxias e as Faculdades Anglo-Americano/ IDEAU. A Orquestra Preparatória La Salle passou a se chamar Orquestra Preparatória Anglo-Americano. Ocorreram aulas de instrumento e teoria nas noites de terça e sexta-feira na escola, e nas manhãs de sábado na sede da faculdade. Dentre as apresentações destaca-se o Concerto Novos Caminhos, no qual a Orquestra Sinfônica La Salle - OSLA e coros convidados foram acompanhados pelo pianista e maestro João Carlos Martins. No total, ocorreram mais de 10 apresentações envolvendo orquestras e coros do projeto, alcançando um público superior a 15.000 pessoas.

### 2014
Em 2014 o projeto mais música com parceria da prefeitura municipal de Caxias do Sul reformulou a antiga Orquestra Preparatória Anglo-Americano na Orquestra Sinfônica Jovem de Caxias do Sul (OSCA Jovem). Elevando a um maior grau de responsabilidade, tendo agora uma orquestra que representaria a cidade de Caxias do Sul. O público das orquestra do projeto superaram a marca de 200.000 pessoas. Nesse mesmo ano a OSLA (Orquestra Sinfônica La Salle) viajou a convite da Faculdade IDEAU para uma apresentação na cidade de Getúlio Vargas em comemoração aos 25 anos da faculdade. Houve também os Concertos Aquarelas ocorridos nos dias 31 de Maio e 1 de Julho no Teatro da Casa da Cultura em Caxias. Nos dias 08 e 9 de Novembro a orquestras OSLA e OSCA Jovem voltaram ao teatro Pedro Parenti acompanhados do coro da PUC-RS ( Coro Frederico Gerling Jr. ) e do coro da Faculdade IDEAU, sobre as regências de Ion Bressan e Pablo Trindade. As orquestras executaram músicas como Misa Criolla de Ariel Ramirez e medley ABBA.

## Repertório
Atualmente o repertório das orquestras é constituído pelas seguintes músicas:
- Abertura Suzuki - Ion Bressan
- Aquarela do Brasil - Ary Barroso
- Assim Falou Zaratustra - Richard Strauss
- Boas Festas - Assis Valente
- Bohemian Rhapsody - Queen
- Can-Can (Orfeu no Inferno) - Jacques Offenbach
- Concertino para Violino e Orquestra Jovem: III Movimento - Ion Bressan
- Game of Thrones - Ramin Djawadi
- Heart of Courage - Thomas J. Bergensen
- He's a Pirate (Piratas do Caribe) - Klaus Badelt
- Jingle Bells - James Lord Pierpont
- Milonga Para as Missões - Gilberto Monteiro
- Noite Feliz - Franz Gruber
- O Messias: Hallelujah - Georg Friedrich Händel
- Primavera - Antonio Vivaldi
- Quatro Momentos - Ernani Aguiar
- Sinfonia n.º 5: Allegro con brio - Ludwig van Beethoven
- Temas de Cinema - Vários Artistas
- The Typewriter - Leroy Anderson
- We Will Rock You - Queen
- Yellow Submarine - The Beatles
- Smoke on the Water - Deep Purple
- O Bom, O Mau e o Feio - Ennio Morricone
- Marcha imperial - John Williams
- Ameno - Era
- Concerto para Piano n.º 21: Andante - Wolfgang Amadeus Mozart
- Conquista do Paraíso - Vangelis
- Dança Nordestina - Ion Bressan
- Era Uma Vez no Oeste - Ennio Morricone
- Greensleeves - Autor desconhecido
- Hosana (Jesus Christ Superstar) - Andrew Lloyd Webber
- Invocação em Defesa da Pátria - Heitor Villa-Lobos
- Libertango - Astor Piazzolla
- Música Aquática: Alla Hornpipe - George Frideric Handel
- O Fortuna (Carmina Burana) - Carl Orff
- O Trenzinho do Caipira - Heitor Villa-Lobos
- Sonata ao Luar - Ludwig van Beethoven
- The Lion Sleeps Tonight - Solomon Linda
- Tributo a Ennio Morricone: Partes 1 e 3  - Ennio Morricone

## Grupos Convidados
Participam também dos concertos e apresentações do projeto grupos musicais, coros e músicos
convidados. Durante os anos de 2010 a 2012, mais de 15 grupos artísticos (teatro e música) se
apresentaram nos concertos em parceria com o Projeto de Música La Salle Caxias, totalizando 411
artistas de Caxias do Sul, Porto Alegre, Bento Gonçalves e Garibaldi. Nesse item, há que se destacar a importante parceria estabelecida entre o Projeto de Música La Salle Caxias e a Orquestra de Metais da Banda Marcial do Colégio São João, instituições co-irmãs, pertencentes à Rede La Salle de Ensino. Em 2013, no Grande Concerto Sinfônico de Páscoa, houve a participação do tenor Dirceu Pastori e do cantor Rafael Gubert.

## O novo Projeto de Música La Salle Caxias
No começo do ano de 2013, os participantes foram convidados a escolher um novo nome para o projeto, que passaria por uma nova fase, tendo assim os alunos um maior desenvolvimento técnico. O então Projeto de Música La Salle Caxias passou a se chamar Projeto Mais Música - RS. Essa mudança acarretou na criação de uma nova orquestra, a Orquestra Sinfônica Jovem de Caxias do Sul - OSCA Jovem, que substituiu as Orquestras: Jovem, de Câmara e a Preparatória Anglo-Americano. Além desta, segue em atividade a Orquestra Sinfônica La Salle - OSLA.

## Equipe
- Coordenadora Geral: Claudia Giovana Bressan
- Coordenador Pedagógico e Regente Titular: Ion Bressan
- Regentes Auxiliares: Mauro Marcelo Verza, Pablo Trindade, Federico Trindade e Luiz Carlos Zeni Jr.
- Regentes de Coros: Federico Trindade e Maristela Carneiro
- Professores de Violino: Carlos Zinani e Rodrigo Maciel
- Professor de Viola: Emerson Aguiar
- Professor de Violoncelo: Fábio Ricardo Chagas
- Professores de Contrabaixo: André Henz e Felipe Valente
- Professor de Flauta Transversal: Luis Carlos Zeni Jr.
- Professor de Clarinete: Elisier Palhano Leme
- Professores de Metais: Mauro Marcelo Verza e Antonio Roberto de Jesus Filho
- Professor de Percussão: Edemur Pereira
- Professores de Teoria e Prática Musical:  Federico Trindade e Reginaldo Devens Araldi
- Secretária: Carla Arrosi
- Arquivista: Caroline Marini de Oliveira